# مستشفى المعمورة للطب النفسي وعلاج الإدمان
مستشفى المعمورة للطب النفسي وعلاج الإدمان هو مستشفى الأمراض النفسية في مدينة الأسكندرية. تم إنشاؤه في منطقة العوايد، في شارع النبوي المهندس، سميت بهذا الاسم في وقت ما، لتكون بعيدة عن العمران. إلا أن الزحف العمراني اقترب منها كثيرا فجعلها الآن داخل كردون المباني تقريباً
أنشئ في بداية ستينيات القرن الماضي للتسع لحوالي ألف مريض نفسي من الرجال والسيدات، ثم تم إنشاء العديد من الاقسام الخاصة به. كما تم إنشاء مركز متخصص لعلاج الإدمان، يعمل به نخبة من أمهر فرق العمل لعلاج الإدمان.
يتبع مستشفى المعمورة الأمانة العامة للطب النفسي بالعباسية الذي يرأسها الأمين العام للطب النفسي.
أقيم بالمستشفى في عهد الدكتور أحمد كمال الدين أول عيادة خارجية لعلاج الأمراض النفسية في الإسكندرية تتبع القطاع الصحي الحكومي وذلك لمتابعة الحالات النفسية وصرف الأدوية النفسية مجاناً، وحجز المرضى إذا لزم الأمر. كما يوجد بالعيادة الخارجية قسم خاص لعلاج الأمراض النفسية للأطفال، وقسم متخصص لطب نفس المسنين، وقسم أخر للإدمان.
توالى على إدارة المستشفى أساتذة في مجال الطب النفسي بالإسكندرية منهم الدكتور كمال الفوال، والدكتور أحمد كمال الدين، والدكتور حسين الحلواني، والدكتور طلعت بشرى. المدير العام للمستشفى الآن هو الدكتور ممدوح أبو ريان.